# Alex Biryukov
Alex Biryukov est un cryptologue à l'origine de plusieurs attaques sur des chiffrements réputés.

## Biographie
Il est co-inventeur avec David Wagner de l'attaque par glissement (slide attack). Aux côtés d'Adi Shamir et Eli Biham, Biryukov a amélioré l'attaque sur le chiffrement de la NSA, Skipjack. Il a aussi publié des attaques sur SAFER et A5/1.
En 2006, Biryukov rejoint l'Université du Luxembourg en tant que professeur. Il participe au projet NESSIE, au projet STORK (plan de route européen pour la cryptologie) et ECRYPT pour lequel il a présenté le chiffrement de flot LEX.
En 2009, Biryukov contribue avec Dmitry Khovratovich à la première attaque sur les cryptosystèmes AES-192 et AES-256 plus rapide que la force brute.
En 2015, il travaille sur la fonction de dérivation de clé Argon2 au sein de l'université du Luxembourg.
Depuis 1994, Alex Biryukov est membre de l’International Association for Cryptologic Research.